# Werder (Mecklemburgo-Pomerânia Ocidental)
Werder é um município da Alemanha, situado no distrito de Mecklenburgische Seenplatte, no estado de Mecklemburgo-Pomerânia Ocidental. Tem 29,99 km² de área, e sua população em 2019 foi estimada em 559 habitantes.